# Ernest Hecht
Ernest Hecht (geboren 21. September 1929 in Prostějov, Tschechoslowakei; gestorben 13. Februar 2018 in London) war ein britischer Verleger.

## Leben
Ernst Hecht war einziger Sohn des aus Wien stammenden Richard Hecht und der Annie Hecht. Sein Vater führte in Brünn eine mittelständische Textilfabrik. Nach der Zerschlagung der Tschechoslowakei 1939 wurde er mit einem Kindertransport nach England in Sicherheit gebracht. Auch seine Eltern konnten sich vor dem drohenden Holocaust retten. Er besuchte Schulen auf dem Land und nach Kriegsende die Quintin School in London. Hecht studierte danach Wirtschaftswissenschaften am Hull University College. 

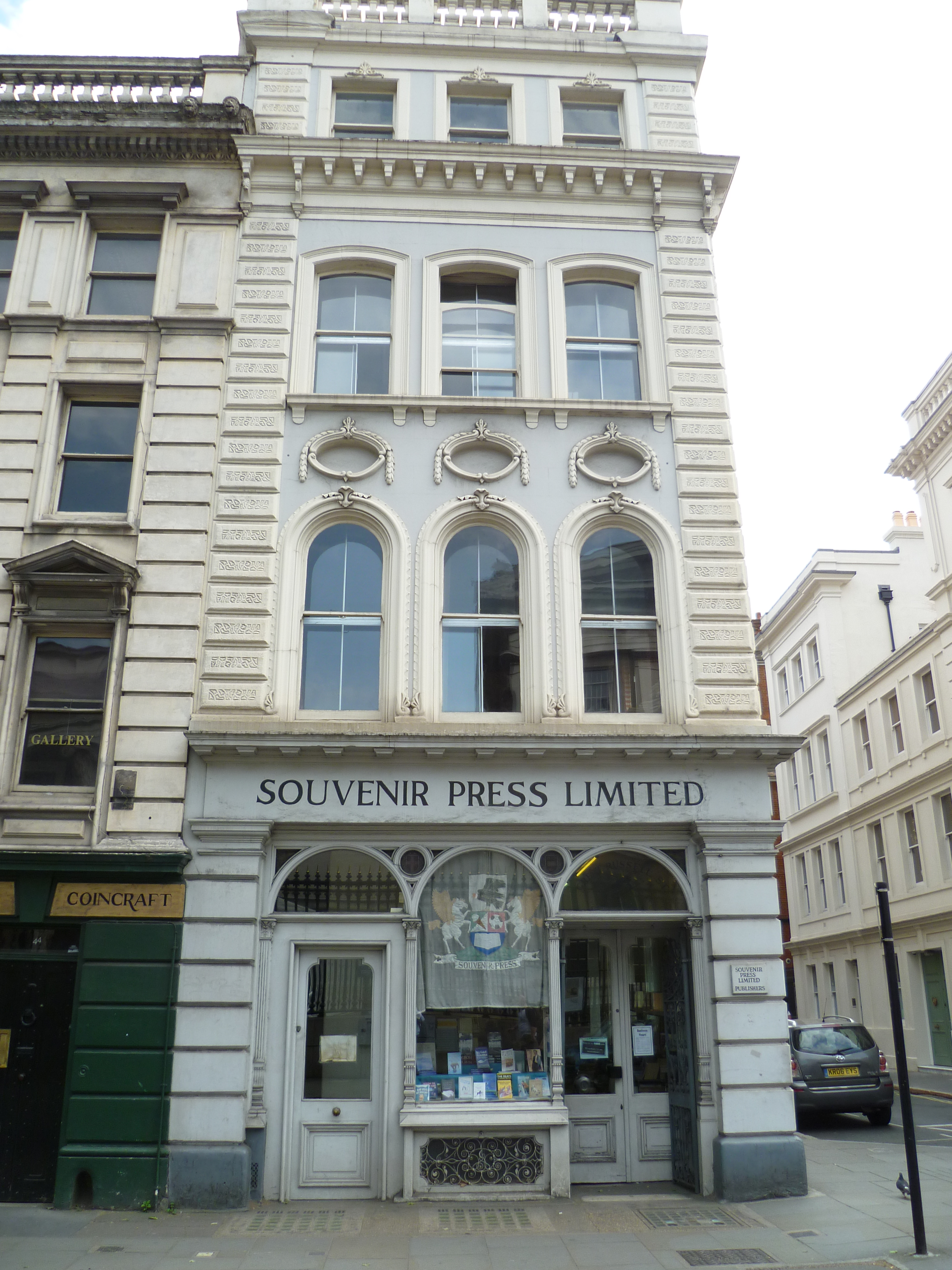
Verlag in der Great Russell Street

1951 verlegte er in der Wohnung seiner Eltern sein erstes Buch über Cricket. Der von ihm gegründete Verlag „Souvenir Press“ blieb die folgenden 65 Jahre unabhängig. Hecht verlegte in einer Mischkalkulation neben Bestsellern und ertragsstarken Ratgebertiteln auch anspruchsvolle Reihen und Nobelpreisträger. Ein besonderer Schwerpunkt war Fachliteratur zur Thematik geistig und körperlich Behinderter mit mehr als 70 Titeln. Ein anderer Schwerpunkt war Fußball; Hecht selbst war Fan von Arsenal London und des brasilianischen Fußballs und besuchte im Alter regelmäßig Endspiele von Fußballweltmeisterschaften. Sein Verlag hatte zuletzt 500 Titel in der Backlist.
Hecht verlegte brasilianische Autoren in englischer Übersetzung wie Jorge Amado, Fernando Sabino und Carolina Maria de Jesus und wurde dafür mit dem Rio-Branco-Orden ausgezeichnet. 2001 erhielt er bei den British Book Awards den „Lifetime Achievement Award“ und 2015 wurde er als Officer of the Order of the British Empire geehrt.